# Batalla de Yabassi
La batalla de Yabassi (o Jabassi) va ser un parell d'atacs britànics a les posicions alemanyes a Yabassi, al riu Wouri, realitzats el 7 i el 14 d'octubre de 1914, durant la campanya de Kamerun de la Primera Guerra Mundial.
El resultat de l'acció va ser la victòria britànica i l'ocupació de la seva l'estació.

## Antecedents
Els desembarcaments dels Aliats a Douala i Limbe el 27 de setembre, sota el comandament del General Major C. M. Dobell, van trobar poca resistència.
Les forces alemanyes que havien estat ocupant la costa s'havien retirat cap a Dschang amb el ferrocarril del nord, cap a Yabassi al llarg del riu Wouri, i cap a Édéa al llarg de la via fèrria de l'interior. A partir d'aquestes posicions, el comandament aliat temia que els alemanys podrien atacar fàcilment Douala.
Degut a les fortes pluges, els camins cap a Dschang, Yabassi i Édéa es van i inundar i es van convertir en intransitables. No obstant això, Dobell va considerar que la pujada del nivell d'aigua al riu Wuri podia fer factible un assalt a Yabassi amb vaixells. Van ser assignats a la missió 6 companyies del West Africa Regiment, 2 companyies del 1st Nigerians, 1 del Gold Coast Regiment, i prop de 100 mariners de la Royal Navy.

## Batalla

### El primer atac
El 7 d'octubre, les forces britàniques, sota el comandament del General de Brigada Edmund Howard Gorges, van navegar pel riu Wouri en barcasses amb quatre canons de campanya, incloent un canó de 57 mm col·locat en una draga.
Van desembarcar a 5 km de Yabassi i van marxar com van poder a través de la selva cap a les trinxeres alemanyes. Un cop en l'espessa selva, les forces britàniques van perdre la unitat i la coordinació. Finalment van arribar a un camp obert al davant de les trinxeres alemanyes i van ser rebuts amb un foc intens de metralladora que els va obligar a retirar-se de nou cap a la muntanya.
Després de reagrupar-se, van intentar flanquejar a les forces alemanyes, però van fracassar i es van veure obligats a retirar-se una vegada més. Finalment, es va donar l'ordre de retirar-se pel riu cap a Douala.
Els alemanys van perdre 4 dels 26 soldats europeus que estaven en Yabassi.

### El segon atac
En la setmana següent, el 14 d'octubre, el riu Wouri va haver de nou un nivell prou alt com per a permetre altre intent de prendre Yabassi. Amb dues peces d'artilleria de 150 mm i reforços, les forces britàniques van desembarcar en les dues ribes del Wouri i van avançar cap a les trinxeres alemanyes, mentre que el general E. H. Gorges coordinava l'assalt des d'un vaixell.
En aquest atac, els britànics van aconseguir la victòria i van capturar a 10 alemanys i l'estació.

## Conseqüències
Aquesta batalla va provocar la retirada alemanya més a l'interior de Kamerun, a la zona muntanyosa.
També va donar més protecció a les forces aliades desembarcades en Douala i Limbe del temut contraatac alemany.